# The Bachelor's Wife
The Bachelor's Wife è un cortometraggio muto del 1909 diretto da Gilbert M. 'Broncho Billy' Anderson.

## Produzione
Il film fu prodotto dalla Essanay Film Manufacturing Company. Venne girato a Chicago - città dove la casa di produzione aveva la sua sede principale - negli Essanay Studios - 1333-45 W. Argyle Street.

## Distribuzione
Uscì nelle sale cinematografiche USA il 12 maggio 1909. Nelle proiezioni, veniva programmato con il sistema dello split reel, accorpato in un'unica bobina con un altro cortometraggio prodotto dall'Essanay, la commedia Mr. Flip.